# Akinori
Akinori (jap. あきのり, アキノリ) – męskie imię japońskie.

## Możliwa pisownia
Akinori można zapisać używając wielu różnych znaków kanji:
- 明徳
- 明訓
- 明憲
- 聡徳
- 昭徳
- 晃教
- 彰規
- 晶則

## Znane osoby
- Akinori (明徳), basista japońskiego zespołu lynch.
- Akinori Asashōryū (明徳), mongolski zapaśnik japońskich walk sumo
- Akinori Eto (聡徳), japoński polityk
- Akinori Nakagawa (晃教), japoński piosenkarz, autor tekstów i aktor
- Akinori Nakanishi (昭徳), japoński projektant samochodów
- Akinori Nakayama (彰規), japoński gimnastyk
- Akinori Nishizawa (明訓), japoński piłkarz
- Akinori Ōtsuka (晶則), japoński baseballista
- Akinori Yonezawa (明憲), japoński informatyk

## Fikcyjne postacie
- Akinori Isobe (明徳), postać z light novel, filmu i mangi Kamikaze Girls